# Esculturas rupestres de Feilaifeng

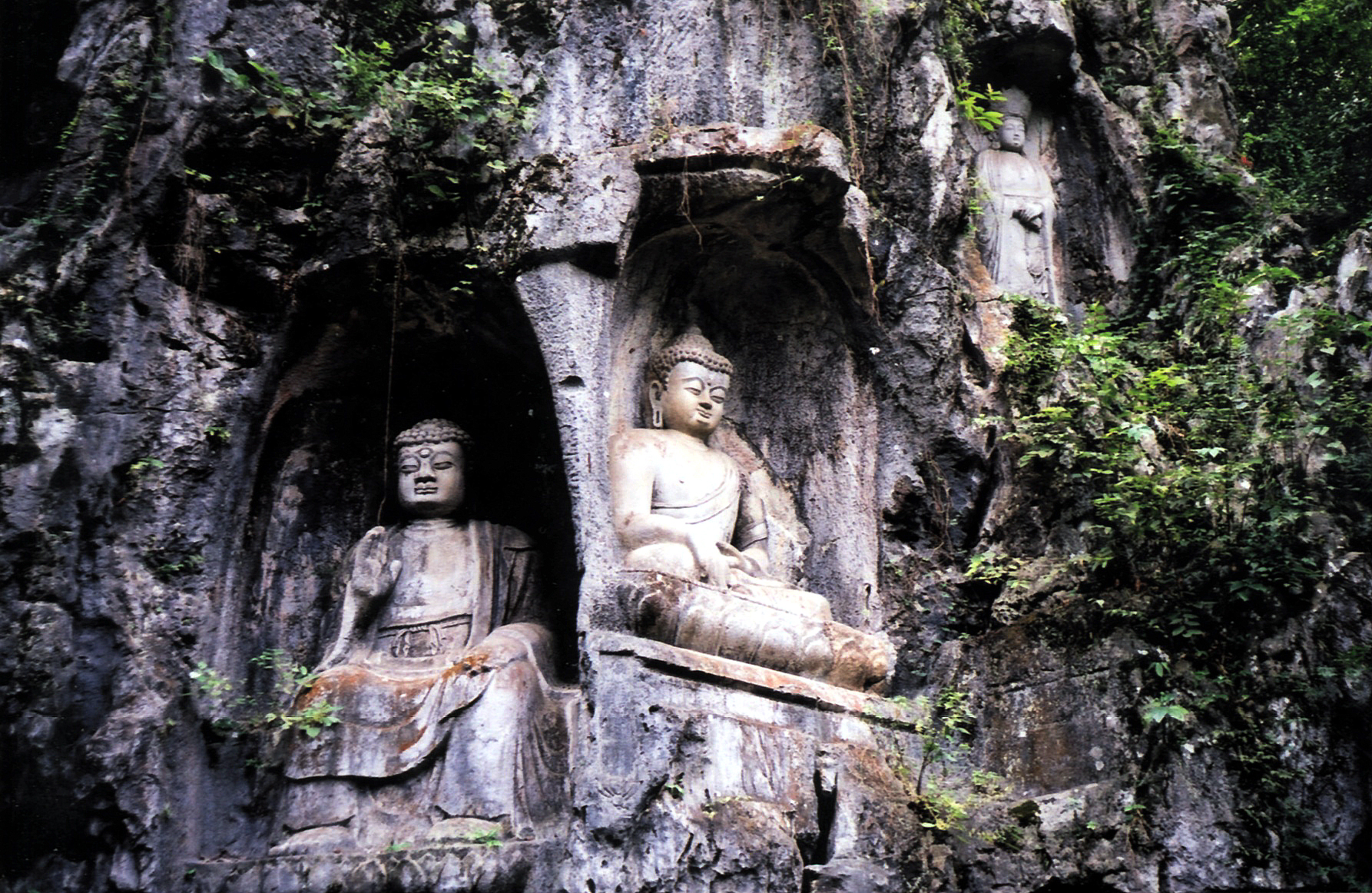
Grutas de Feilaifeng

Las Esculturas de roca de Feilaifeng (en chino tradicional, 飛來峰造像; pinyin, Fēiláifēng zàoxiàng) son esculturas budistas creadas entre la época de las Cinco Dinastías y la Dinastía Ming. Provienen principalmente del período del  Dominio mogol.
Se encuentran frente al Monasterio de Lingyin (en chino tradicional, 靈隐寺; pinyin, Língyǐn sì) en el territorio de la ciudad de Hangzhou, en la provincia de Zhejiang, China.
Desde 1982, las esculturas rupestres de Feilaifeng están en la lista de monumentos de la República Popular China en Zhejiang.

Maitreya (en forma Budai) con discípulos
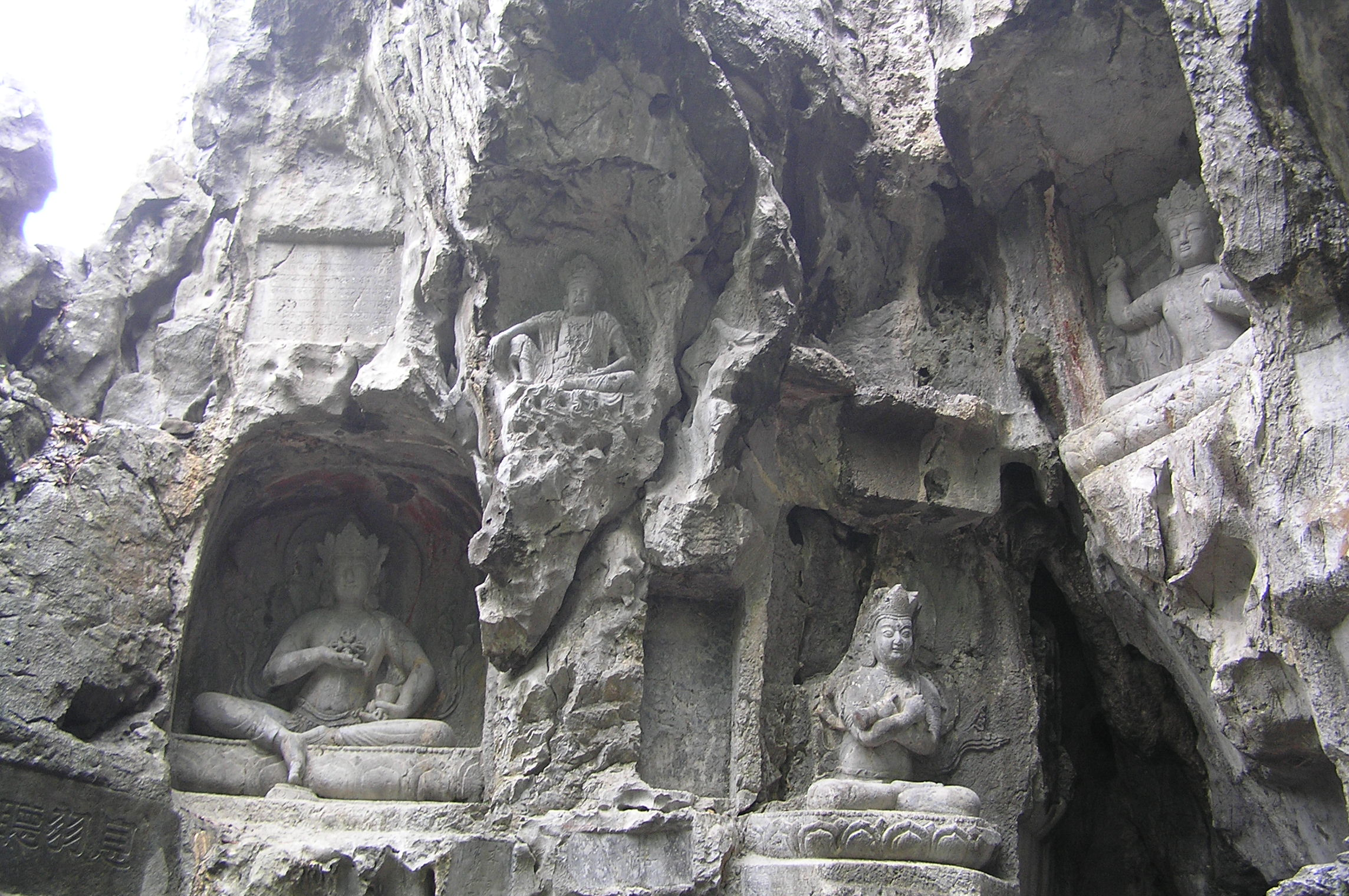
Grutas de Feilaifeng
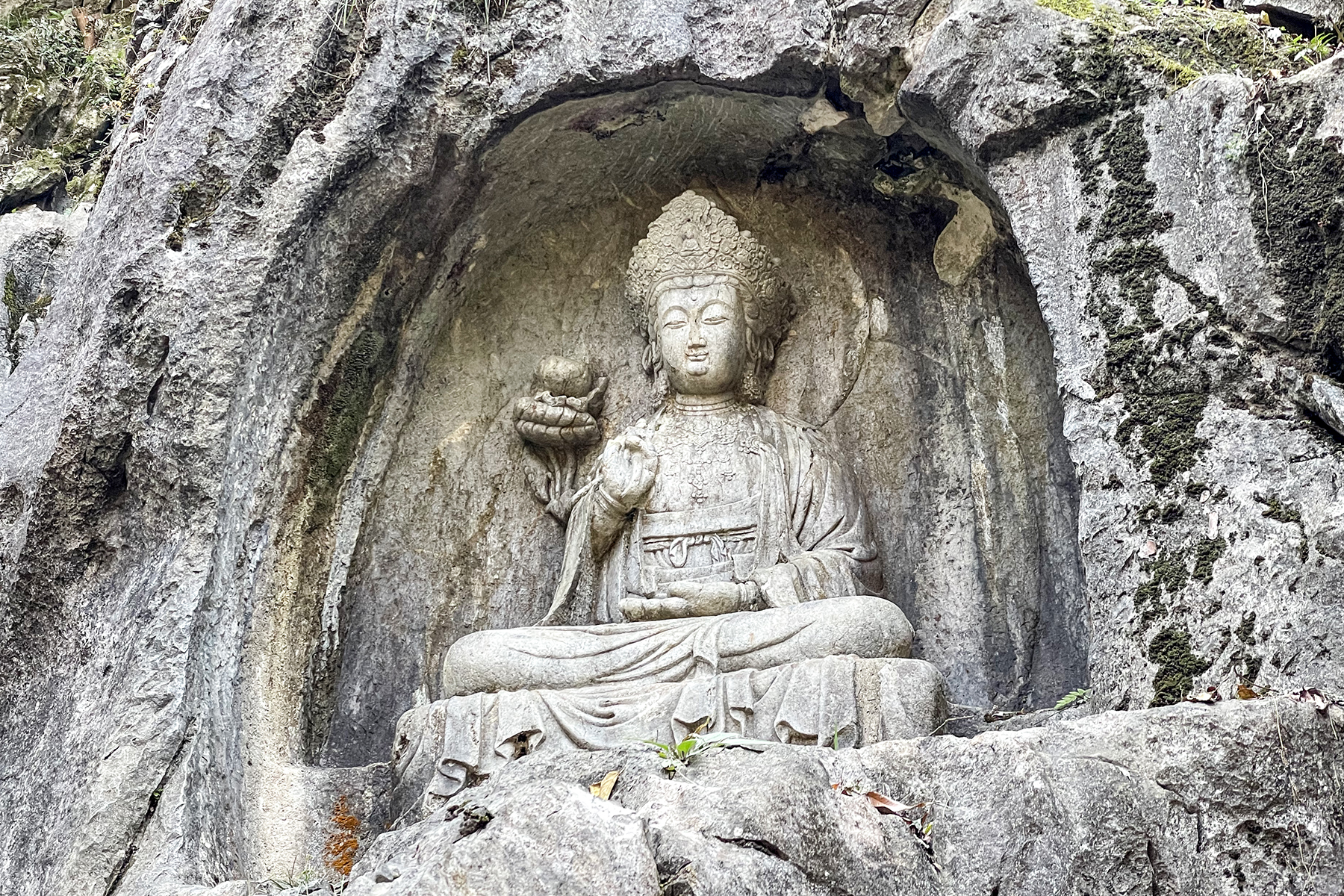
Escultura en las Grutas de Feilaifeng
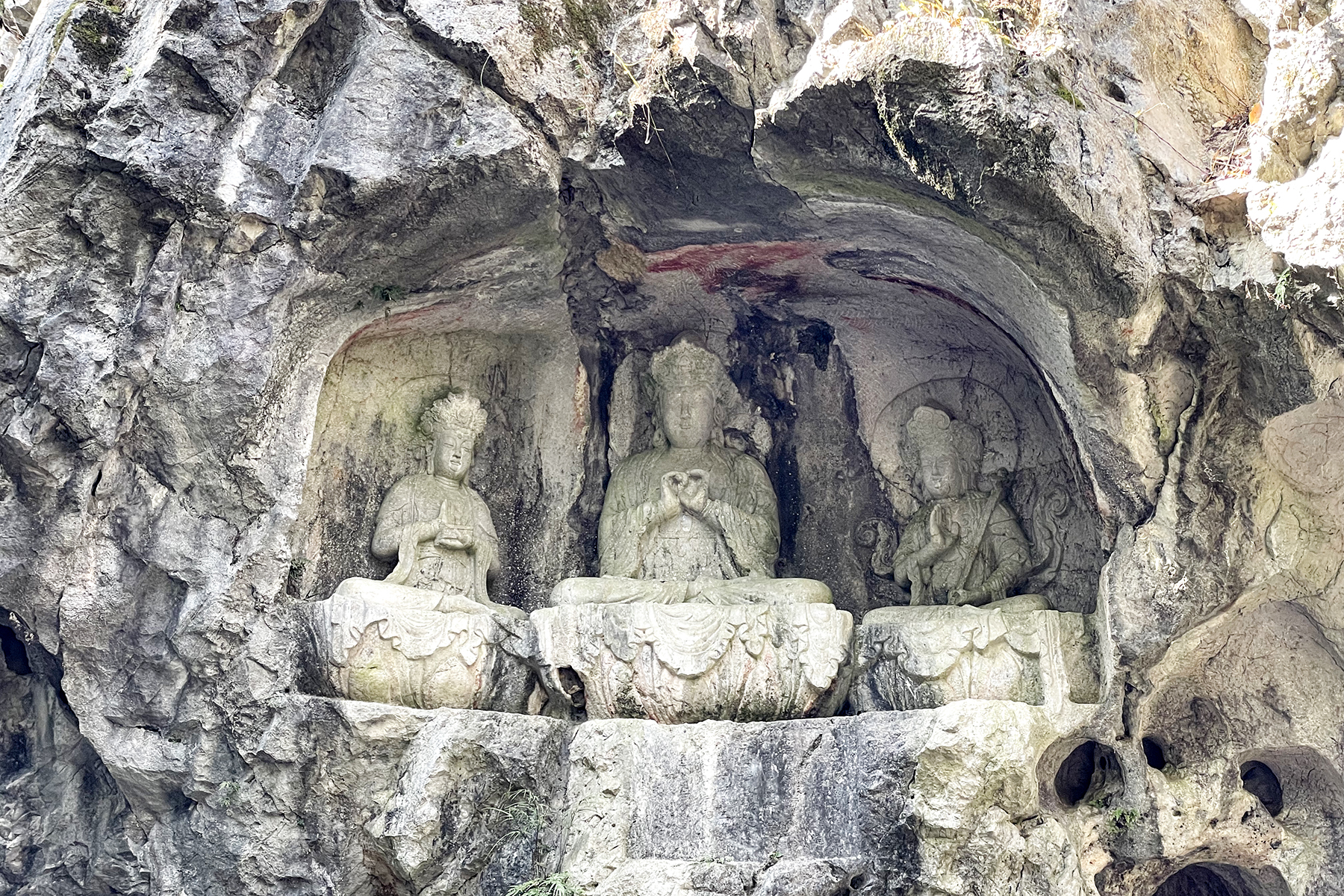
Escultura en las Grutas de Feilaifeng
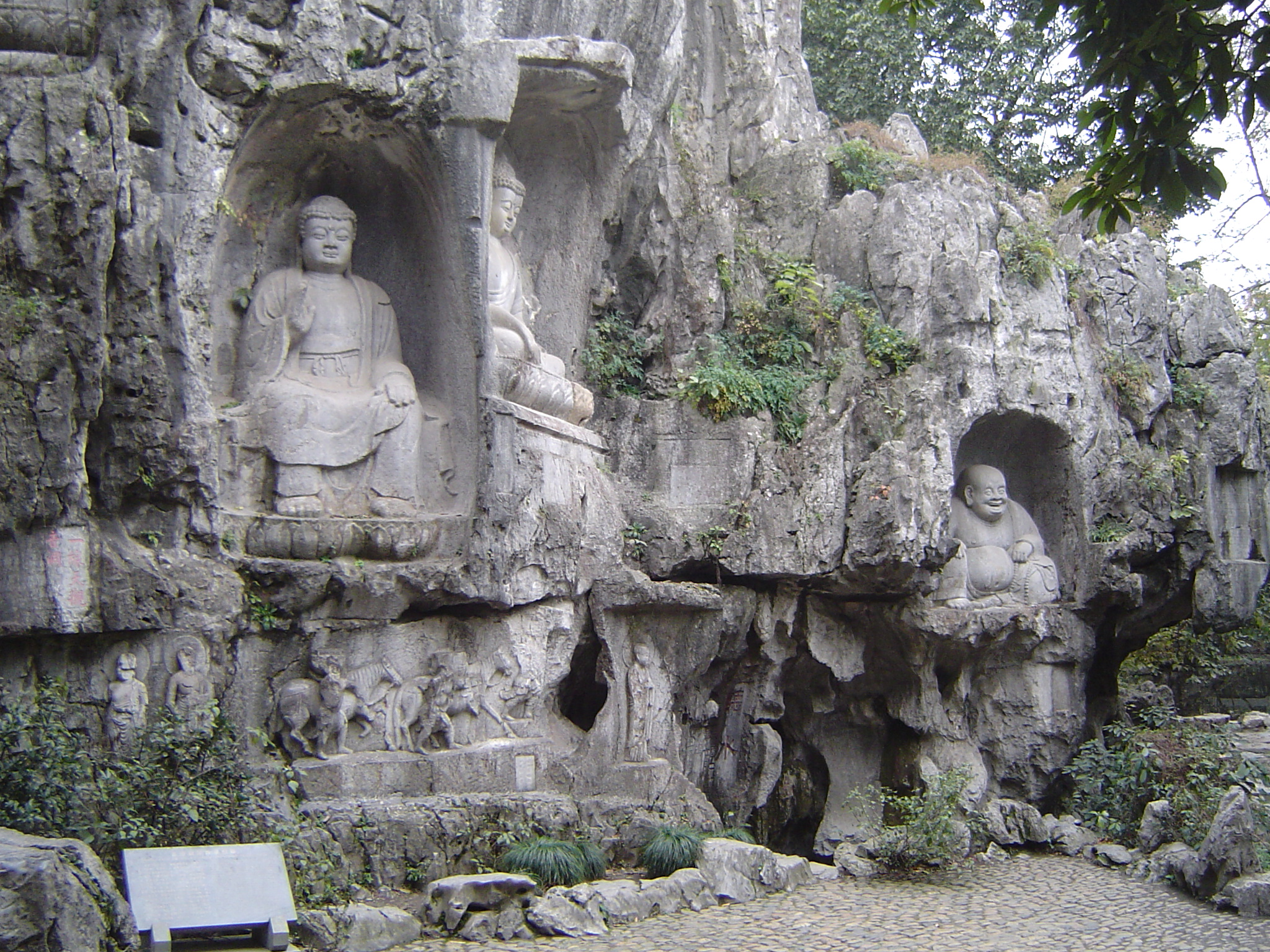
Grutas de Feilaifeng frente al Monasterio de Lingyin